# Бенедикт XIII (антипапа)
Бенедикт XIII (в миру — Пе́дро Марти́нес де Лу́на исп. Pedro Martínez de Luna; 25 ноября 1328 год — 23 мая 1423 года) — антипапа с 28 сентября 1394 года до смерти. Второй и последний из «авиньонских» антипап периода Великого западного раскола. В Испании известен под прозвищем «Папа Лу́на».

## До избрания
Педро Мартинес де Луна родился в Ильуэке, королевство Арагон (современная Испания) в 1328 году. Семья сеньоров де Луна претендовала на происхождение от древних королей Наварры и входила в число знатнейших арагонских домов. К её кастильской ветви принадлежал герцог Трухильо.
Педро обучался юриспруденции и каноническому праву в университете Монпелье. 20 декабря 1375 года он был назначен папой Григорием XI кардиналом-дьяконом с титулом церкви Санта-Мария-ин-Космедин и переехал в Авиньон, к папскому двору. В 1377 году Педро де Луна вместе с прочими кардиналами и самим папой вернулись в Рим, завершив таким образом период Авиньонского пленения пап.

## Церковный раскол
После смерти Григория XI конклав, собравшийся в Риме, выбрал новым папой Бартоломео Приньяно, принявшего имя Урбан VI. Он был коронован 10 апреля 1378 года, а кардиналы-выборщики выразили ему почтение, как законно избранному папе. Однако меры, которые новый понтифик предпринял против кардиналов и куриальных сановников, в особенности неитальянской национальности, привели к тому, что уже к осени 1378 года папа восстановил против себя почти всех кардиналов, лишь недавно вернувшихся из Авиньонского пленения пап. Большинство кардиналов-выборщиков, включая всех французских, собрались в городе Фонди и аннулировали решение предыдущего конклава (под предлогом, что он испытывал давление народа). В ответ Урбан VI назначил 29 новых кардиналов из числа своих приверженцев. Затем Урбан послал четверых новых кардиналов из числа назначенных им к французским кардиналам, но те не стали отстаивать его позицию, а предпочли сохранять нейтральность. В их числе был де Луна.
20 сентября 1378 года кардиналы в Фонди выбрали Роберта Женевского новым папой. Он принял имя Климент VII и попытался с помощью оружия покорить Рим. Однако население города защитило Урбана VI, и Климент вынужден был отступить от стен Рима. Он направился в Авиньон, где быстро восстановил былую папскую администрацию. Оба папы предали друг друга анафеме, сделав, таким образом, Великий западный раскол церкви свершившимся фактом. Педро де Луна, как и все кардиналы Пиренейского полуострова, твёрдо поддерживал Климента VII.

## Избрание и правление
В 1389 году после смерти Урбана VI римский конклав избрал папой Бонифация IX. Поскольку никаких попыток преодолеть схизму не предпринималось, параллельное существование двух курий в Риме и Авиньоне продолжалось. В 1394 году скончался Климент VII. 28 сентября того же года на конклаве в Авиньоне Педро де Луна был избран папой и принял имя Бенедикт XIII. В качестве папы его признали Франция, Шотландия, Сицилия, Кастилия, Арагон, Наварра и Португалия.
Однако в 1398 году французская церковь изменила мнение и перестала признавать Бенедикта в качестве законного папы. Отказали ему в поддержке и влиятельные в то время богословы Парижского университета. Семнадцать из двадцати трёх кардиналов, включая всех французов, покинули Авиньон. После пятилетней осады Авиньона французской армией Бенедикт 12 марта 1403 года был вынужден покинуть его и скрыться в провансальских владениях своего союзника Людовика Анжуйского. К 1406 году законность Бенедикта признавали только Арагон, Кастилия, Сицилия и Шотландия.
В ведущих европейских державах уже начало ощущаться сильное недовольство затянувшимся церковным расколом. После того, как последний римский папа периода Великого раскола Григорий XII при вступлении на престол заявил, что готов добровольно сложить с себя полномочия, если то же самое сделает авиньонский папа, Бенедикт XIII вынужден был начать переговоры. В 1407 году состоялась личная встреча Бенедикта XIII и Григория XII в Савоне. Оба папы вошли в город во главе своих вооружённых сторонников. Переговоры полностью провалились.
После того, как стало ясно, что по доброй воле преодолеть раскол не способны ни Рим, ни Авиньон, всё больший вес в Церкви начала набирать идея о созыве собора для ликвидации схизмы. После того, как эту идею поддержали и видные богословы того времени и король Франции Карл VI, стал возможен созыв Пизанского собора, на котором оба папы были низложены, а в качестве папы выбран Александр V.
Пизанский собор, однако, не только не преодолел раскол, но и привёл к ухудшению ситуации — и Бенедикт XIII и Григорий XII решений собора не признали, после чего в церкви образовалось сразу три папы, каждый из которых почитал себя единственно законным. Бенедикт XIII, не имея возможности вернуться в Авиньон в условиях враждебности со стороны Франции, разместил свою резиденцию в Перпиньяне.

## Завершение раскола
Великий западный раскол был преодолён на Констанцском соборе, состоявшемся при поддержке императора Сигизмунда. В отличие от римского и пизанского пап, добровольно отрекшихся от престола, Бенедикт XIII упорно отказывался это сделать. 27 июля 1417 года Констанцский собор низложил его и отлучил от церкви. Поскольку в поддержке Бенедикту отказали все государства кроме Арагона, он был вынужден бежать из Перпиньяна в замок Пеньискола, неподалёку от Валенсии. После того, как в признании Бенедикту отказал и Арагон, он жил в Пеньисколе до самой своей смерти 23 мая 1423 года с кучкой сторонников, не признаваемый папой никем, кроме них. Фактически с избранием Мартина V на соборе в качестве всеми признанного папы церковный раскол закончился, но Бенедикт так и не смирился с этим. Перед смертью он назначил из числа своих немногочисленных сторонников четырёх кардиналов, два из которых после смерти Бенедикта были антипапами под именами Климент VIII и Бенедикт XIV.

## В популярной культуре
Бенедикту XIII посвящён роман Висенте Бланко Ибаньеса «El papa del mar» (Его морское святейшество) (1925 год).

## В культуре
В телесериале Министерство Времени
el Ministerio del tiempo 3 сезон 9 серия (2017)